# مارك ريدل
مارك ريدل (بالإنجليزية: Mark Rydell)‏ هو ممثل تعبيري ومخرج وممثل أمريكي، ولد في 23 مارس 1934 بنيويورك في الولايات المتحدة.

## أعمال

### أفلام
- (1982) على البركة الذهبية[7]
- (1991) الرجل في القمر[8]

## ترشيحات
- جائزة الأوسكار لأفضل مخرج، عن عمل: على البركة الذهبية

## وصلات خارجية
- مارك ريدل على موقع IMDb (الإنجليزية)
- مارك ريدل على موقع الموسوعة البريطانية (الإنجليزية)
- مارك ريدل على موقع ألو سيني (الفرنسية)
- مارك ريدل على موقع تيرنر كلاسيك موفيز (الإنجليزية)
- مارك ريدل على موقع أول موفي (الإنجليزية)
- مارك ريدل على موقع قاعدة بيانات برودواي على الإنترنت (الإنجليزية)
- مارك ريدل على موقع قاعدة بيانات الأفلام السويدية (السويدية)
- مارك ريدل على موقع إن إن دي بي (الإنجليزية)
- مارك ريدل على موقع ديسكوغز (الإنجليزية)
- مارك ريدل على موقع قاعدة بيانات الفيلم (الإنجليزية)